# Odprto prvenstvo ZDA 2009
Odprto prvenstvo ZDA 2009 je teniški turnir za Grand Slam, ki je med 31. avgustom in 14. septembrom 2009 potekal v New Yorku.

## Moški posamično
Juan Martín del Potro :  Roger Federer, 3–6, 7–6(5), 4–6, 7–6(4), 6–2

## Ženske posamično
Kim Clijsters :  Caroline Wozniacki, 7–5, 6–3

## Moške dvojice
Lukáš Dlouhý /  Leander Paes :  Mahesh Bhupathi /  Mark Knowles, 3–6, 6–3, 6–2

## Ženske dvojice
Serena Williams /  Venus Williams :  Cara Black /  Liezel Huber, 6–2, 6–2

## Mešane dvojice
Carly Gullickson /  Travis Parrott :  Cara Black /  Leander Paes, 6–2, 6–4